# Crête synostosique
La crête synostosique est un relief osseux transversal du corps du sphénoïde sur le versant antérieur de la selle turcique et situé en arrière du sillon du sinus coronaire. Elle se poursuit latéralement par les processus clinoïdes moyens.